# Baptria shiroobi
Baptria shiroobi là một loài bướm đêm trong họ Geometridae.